# Dave Stephens
Dave Stephens, född 11 november 1928, död 5 november 2024, var en friidrottare från Australien. Han deltog vid olympiska sommarspelen 1956.